# San Juan (U-Boot, 1988)
Die USS San Juan (SSN-751) ist ein Atom-U-Boot der United States Navy und gehört der Los-Angeles-Klasse an.

## Geschichte
Der Auftrag, die San Juan zu bauen, erging 1982 an Electric Boat. Diese Firma legte 1985 den Kiel des Bootes, Stapellauf war 1986. Das U-Boot wurde 1988 bei der US Navy in Dienst gestellt. Das Boot ist nach der Hauptstadt Puertos Ricos benannt, San Juan.
Das Boot war das erste Boot des verbesserten Bauloses 688(I). Unter anderem besitzt die San Juan damit ein verbessertes Sonarsystem, außerdem sind die Tiefenruder vom Turm an den Rumpf verlegt worden, um bei Operationen unter dem arktischen Eisschild das Durchbrechen der Eisdecke beim Auftauchen zu erleichtern.
Am 19. März 1998 kollidierte die San Juan mit einem Boot der Ohio-Klasse, der Kentucky. Zum Zeitpunkt des Unglücks war die San Juan getaucht, die Kentucky befand sich an der Wasseroberfläche. Bei der San Juan wurde der vordere Ballasttank aufgerissen, während die Kentucky keine Schäden erlitt. Ebenso wurde niemand verletzt. Beide Boote fuhren unter eigener Kraft in ihre Basen, wo sie untersucht wurden.
2009 verlegte die San Juan ins Mittelmeer und von dort aus weiter in den Indischen Ozean. Sie legte unter anderem auf den Seychellen und in Südafrika an.
Von 2010 bis 2011 wurde die San Juan in der US-Navy-Marinewerft Portsmouth Naval Shipyard (PNSY) grundlegend technisch überholt.
Das Boot wurde am 12. August 2024 aus dem Einsatz genommen. Es folgt die Entfernung des Reaktors, danach wird das Boot außer Dienst gestellt und der Verwertung zugeführt.